# Anamu (rivier)
De Anamu (Portugees: Rio Anamu) is een Braziliaanse rivier die door de staat Pará stroomt en uitmondt in de Trombetas. 

## Loop
De rivier ontspringt in het noordwesten van de staat Pará. De rivier stroomt zuidwestwaarts waar de rivier uitmondt in de Trombetas.

## Zijrivieren
De Anamu heeft een aantal zijrivieren. In volgorde stroomafwaarts:
- Mahá
- Curiaú